# アジア太平洋経済社会委員会

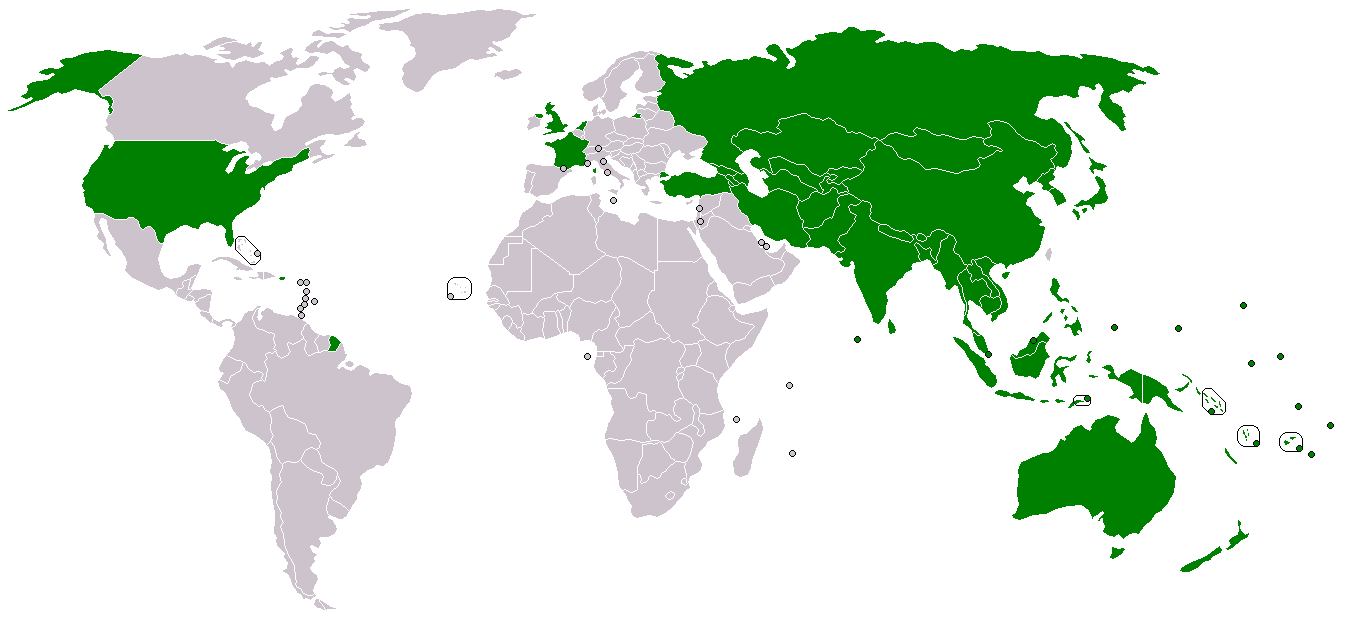
アジア太平洋経済社会委員会の加盟国・地域

国際連合アジア太平洋経済社会委員会（こくさいれんごうアジアたいへいようけいざいしゃかいいいんかい、英: United Nations Economic and Social Commission for Asia and the Pacific）は、国際連合の経済社会理事会が設置する5つの地域委員会の一つ。英語での略称は、ESCAP。タイの首都バンコクに本部を置いている。

## 概要
前身は、1947年に設置された国際連合アジア極東経済委員会（the United Nations Economic Commision for Asia and the Far East - ECAFE）である。1974年に現在の名称に変更された。国連アジア太平洋経済社会委員会は、53の正式加盟国と9つの準加盟国及び地域から構成されている。アジア・オセアニア（太平洋）の国及び地域に加え、アメリカ、イギリス、オランダ、フランス及びロシアも加盟している。2018年からはインドネシア出身のアルミダ・S・アリスジャバナが事務局長を務めている。

## 主な活動
国連アジア太平洋経済社会委員会の活動は、環境的に持続可能な開発、貿易、人権を大きな柱としている。これまでに、アジア開発銀行（ADB）の設立やアジアハイウェイの建設の実績がある。アジアと太平洋地域の経済の発展、社会の開発のための調査・研究や勧告等を主な任務としている。

## 加盟国及び地域

### 正式加盟国
1. アゼルバイジャン
2. アフガニスタン
3. アメリカ合衆国
4. アルメニア
5. イギリス
6. イラン
7. インド
8. インドネシア
9. ウズベキスタン
10. オーストラリア
11. オランダ
12. カザフスタン
13. カンボジア
14. キリバス
15. キルギス
16. サモア
17. ジョージア（グルジア）
18. シンガポール
19. スリランカ
20. ソロモン諸島
21. タイ
22. 大韓民国
23. タジキスタン
24. 中国
25. 朝鮮民主主義人民共和国
26. ツバル
27. トルクメニスタン
28. トルコ
29. トンガ
30. ナウル
31. 日本
32. ニュージーランド
33. ネパール
34. パキスタン
35. バヌアツ
36. パプアニューギニア
37. パラオ
38. バングラデシュ
39. 東ティモール
40. フィジー
41. フィリピン
42. ブータン
43. フランス
44. ブルネイ
45. マーシャル諸島
46. ミクロネシア連邦
47. ベトナム
48. マレーシア
49. ミャンマー
50. モルディブ
51. モンゴル
52. ラオス
53. ロシア

### 準加盟国及び地域
1. アメリカ領サモア
2. 北マリアナ諸島
3. グアム
4. クック諸島
5. ニウエ
6. ニューカレドニア
7. フランス領ポリネシア
8. 香港
9. マカオ

## 歴代事務局長
| 氏名                              | 出身国         | 任期            |
| --------------------------------- | -------------- | --------------- |
| アルミダ・S・アリスジャバナ       | インドネシア   | 2018年 – 現任   |
| シャムシャド・アクタール          | パキスタン     | 2014年 – 2018年 |
| ノエリーン・ヘイザー              | シンガポール   | 2007年 – 2014年 |
| 金学洙（キム・ハクス）            | 大韓民国       | 2000年 – 2007年 |
| アドリアヌス・ムーイ              | インドネシア   | 1995年 – 2000年 |
| ラヒューディン・アフマド          | パキスタン     | 1992年 – 1994年 |
| シャー AMS キブリア               | バングラデシュ | 1981年 – 1992年 |
| J. B. P. マラミス                 | インドネシア   | 1973年 – 1981年 |
| ウ・ニュン                        | ミャンマー     | 1959年 – 1973年 |
| チャクラバルティ・V・ナラシンハン | インド         | 1956年 – 1959年 |
| パラマダイ・S・ロカナサン         | インド         | 1947年 – 1956年 |